# Municipio de Liberty (condado de Woodson)
El municipio de Liberty (en inglés: Liberty Township) es un municipio ubicado en el condado de Woodson en el estado estadounidense de Kansas. En el año 2010 tenía una población de 176 habitantes y una densidad poblacional de 0,79 personas por km².

## Geografía
El municipio de Liberty se encuentra ubicado en las coordenadas 37°58′25″N 95°43′47″O / 37.97361, -95.72972. Según la Oficina del Censo de los Estados Unidos, el municipio tiene una superficie total de 223.51 km², de la cual 221,87 km² corresponden a tierra firme y (0,73 %) 1,63 km² es agua.

## Demografía
Según el censo de 2010, había 176 personas residiendo en el municipio de Liberty. La densidad de población era de 0,79 hab./km². De los 176 habitantes, el municipio de Liberty estaba compuesto por el 96,02 % blancos, el 1,7 % eran amerindios, el 0,57 % eran de otras razas y el 1,7 % eran de una mezcla de razas. Del total de la población el 1,7 % eran hispanos o latinos de cualquier raza.